# Survival (álbum)
Survival es el undécimo álbum de estudio de Bob Marley & The Wailers y fue lanzado el 2 de octubre de 1979 por los sellos discográficos Tuff Gong y Island Records.
El sencillo "Zimbabwe" es un himno dedicado a la más tarde independiente Rodesia. La canción fue interpretada en la Celebración de la Independencia de Zimbabue en 1980, justo después de la declaración oficial de la independencia de Zimbabue. "Zimbabwe" es visto como un himno nacional no oficial.
En 2001 el álbum fue remasterizado definitivamente e incluye un bonus track con la versión "Ride Natty Ride" (12" Mix) que antes sólo estaba disponible en el CD "Songs of Freedom".
En Sudáfrica, el álbum fue parcialmente censurado por el gobierno del apartheid.

## Temática
El álbum tiene una temática activista. Algunos señalan que esto se debió, en parte, a las críticas a Marley por el excesivamente tranquilo álbum anterior, Kaya, que pareció dejar de lado la urgencia de su mensaje. En la canción Africa Unite, Marley proclama la solidaridad panafricana.
Este disco contiene lo que se considera las declaraciones políticas más desafiantes de Marley, "Survival" se ocupa de la solidaridad no sólo de África, sino de la humanidad en general. 
Survival iba a ser llamado, en un principio, Black Survival para subrayar la urgencia de la unidad africana, pero el nombre se acortó para evitar malas interpretaciones de la temática del álbum. Marley tenía previsto originalmente lanzar Survival ("supervivencia", en español) como la primera parte de una trilogía, seguido por Uprising ("sublevación" o "insurrección") en 1980 y Confrontation ("enfrentamiento") en 1983.
"Zimbabwe" llama a la revolución y a la liberación definitiva del país del sur de África. A la par, pero de un modo un tanto más introspectivo y optimista, cumple la misma función el tema "Africa Unite". El disco contiene una clara llamada a las armas para aquellos que quieran la abolición de la dominación y la tiranía no sólo de los africanos, sino de toda la humanidad ("So arm in arms, with arms, we'll fight this little struggle", Zimbabwe). Junto a eso, la mayor parte de las canciones sustentan el activismo en la religión rastafari, en su forma de amor fraterno (escúchese, por ejemplo, Top rankin) . Pero como puede comprobarse no se trata de una oposición política en sentido estricto, sino cultural. Es interesante observar que décadas después muchos versos conservan la actualidad temática que tuvieron en su día. Por temas cabe subrayar unos pocos:
- Participación social: "We're more than sand on the seashore / We're more than numbers" (Wake Up And Live); "We've got to face the day / Ooh-wee, come what may / We the street people talkin' / Yeah, we the people strugglin'" (Survival).

- Realidad frente a superstición: "Put your dream to reality (Wake Up And Live); "So they build their world in great confusion / To force on us the devil's illusion / But the stone that the builder refuse / Shall be the head cornerstone" (Ride Natty Ride); "You see men sailing on their ego trip / Blast off on their spaceship / Million miles from reality / No care for you, no care for me" (So Much Trouble In The World).

- Crisis ecológica: "We're the survivors / In this age of technological inhumanity / Scientific atrocity / Atomic misphilosophy / Nuclear misenergy / It's a world that forces lifelong insecurity" (Survival); "Bless my eyes this morning / Jah sun is on the rise once again / The way earthly thin's are goin' / Anything can happen" (So Much Trouble In The World).

## Carátula del Disco
La carátula muestra cuarenta y ocho banderas, cuarenta y siete son estados africanos y una un país de Oceanía (Papúa Nueva Guinea). Es de suponer que las banderas estaban en uso cuando el álbum fue diseñado, en 1979, ya que muchas banderas se volvieron obsoletas, si bien la bandera de Camerún que aparecía fue la utilizada en el país entre 1961 y 1975. La bandera de Tanzania se imprimió  con los colores verde y azul en posiciones invertidas a la real. No  todos los países africanos se incluyeron, por ejemplo faltan: Cabo Verde, Comoras, Libia y Sudáfrica, además de los de Reunión y Sahara Occidental. Sin embargo, esas banderas aparecieron en un póster que venía con el álbum. Faltan tres países africanos que conocían su soberanía después del lanzamiento del álbum: Namibia, Eritrea y Sudán del Sur.
A continuación todas las banderas de los países que aparecen el la carátula del disco:
| Kenia               | Angola            | Costa de Marfil    | Etiopía                  | Chad                  | Egipto     | Ghana       |
| Kenia               | Angola            | Costa de Marfil    | Etiopía                  | Chad                  | Egipto     | Ghana       |
| Senegal             | Sierra Leona      | Camerún            | Túnez                    | Níger                 | Nigeria    | Guinea      |
| Senegal             | Sierra Leona      | Camerún            | Túnez                    | Níger                 | Nigeria    | Guinea      |
| Gambia              | Somalia           | Alto Volta         | Zaire                    | Guinea-Bissau         | Liberia    | Suazilandia |
| Gambia              | Somalia           | Alto Volta         | Zaire                    | Guinea-Bissau         | Liberia    | Suazilandia |
| Madagascar          | Togo              | Mozambique         | República Centroafricana | ZAPU                  | Seychelles | Zambia      |
| Madagascar          | Togo              | Mozambique         | República Centroafricana | ZAPU (Zimbabue)       | Seychelles | Zambia      |
| Lesoto              | Uganda            | Argelia            | Malí                     | Sudán                 | Botsuana   | Marruecos   |
| Lesoto              | Uganda            | Argelia            | Malí                     | Sudán                 | Botsuana   | Marruecos   |
| República del Congo | Tanzania          | Burundi            | ZANU                     | Mauricio              | Mauritania | Gabón       |
| República del Congo | Tanzania          | Burundi            | ZANU (Zimbabue)          | Mauricio              | Mauritania | Gabón       |
| Benín               | Guinea Ecuatorial | Papúa Nueva Guinea | Malaui                   | Santo Tomé y Príncipe | Yibuti     | Ruanda      |
| Benín               | Guinea Ecuatorial | Papúa Nueva Guinea | Malaui                   | Santo Tomé y Príncipe | Yibuti     | Ruanda.     |

El título aparece en fuente de texto City, color blanco, sobre una fotografía de un cargamento de esclavos del navío británico Brookes.

## Listado de canciones
Todas las canciones escritas por Bob Marley, excepto donde se especifique.

### Cara A
1. "So Much Trouble in the World" – 4:00
2. "Zimbabwe" – 3:49
3. "Top Rankin'" – 3:09
4. "Babylon System" – 4:21
5. "Survival" – 3:54

### Cara B
1. "Africa Unite" – 2:55
2. "One Drop" – 3:52
3. "Ride Natty Ride" – 3:53
4. "Ambush in The Night" – 3:14
5. "Wake Up And Live" (Marley/Davis) – 4:58

### 2001 Remastered Bonus Track
1. "Ride Natty Ride" (12" Mix) - 6:23

### Versión actual en CD
Todas las canciones escritas por Bob Marley, excepto donde se especifique.
1. "So Much Trouble in the World" – 4:00
2. "Zimbabwe" – 3:51
3. "Top Rankin'" – 3:11
4. "Babylon System" – 4:21
5. "Survival" – 3:54
6. "Africa Unite" – 2:55
7. "One Drop" – 3:51
8. "Ride Natty Ride" – 3:51
9. "Ambush in the Night" – 3:14
10. "Wake Up and Live" (Marley/Davis) – 5:00
11. "Ride Natty Ride" (12" Mix) - 6:23

Varias canciones instrumentales grabadas durante la grabación de "Survival" no fueron incluidas en el disco.

## Tour
El Survival Tour fue una gira de conciertos organizada para apoyar el álbum "Survival" de Bob Marley & The Wailers. Fue la penúltima gira de Marley. La gira comenzó en "Boston" a finales de octubre de 1979, y terminó en "Libreville", "Gabón", el 6 de enero de 1980. Durante 1979, que fue el Año Internacional del Niño, la banda hizo presentaciones en unos conciertos benéficos para algunos niños, como fue el caso el 10 de agosto de 1979, en Jamaica, antes del Survival Tour, y el 15 de diciembre de 1979 en "Nassau", "Bahamas". La gira tuvo lugar principalmente en los Estados Unidos, pero también se incluyen actuaciones en el Caribe y en África.
La actuación en Santa Bárbara (California) el 25 de noviembre ha sido lanzado en VHS y DVD como "Bob Marley - The Legend Live". El rendimiento en Oakland, con Ron Wood (Rolling Stones) en el bis cinco días más tarde, también habían sido grabadas en vídeo, pero no han salido a la venta todavía.
El Survival Tour fue el único tour de la banda que incluyó instrumentos de viento, con "Glen Da Costa" en el saxofón y "David Madden" en la trompeta. Después de los conciertos en Gabón, el grupo volvió a Jamaica para grabar el álbum "Uprising" y hacer viajes a Brasil y Zimbabue para actuar en las celebraciones de sus independencia el 18 de abril de 1980, antes de dar inicio a la Gira de "Uprising" en Europa a finales de mayo.
Durante la gira Marley realizó por primera vez actuaciones en Trinidad y Tobago, Bahamas, y en África.

### Lista de canciones
El repertorio estándar de la gira sobre todo se parecía a lo siguiente:
- "Positive Vibration"
- "Wake Up And Live"
- "Them Belly Full (But We Hungry)"
- "Concrete Jungle"
- "I Shot The Sheriff"
- "Running Away"/"Crazy Baldhead"
- "Ambush In The Night"
- "The Heathen"
- "War"/"No More Trouble"
- "Africa Unite"
- "One Drop"
- "Exodus"
- "No Woman, No Cry"
- "Jammin'"
- "Is This Love"
- "Get Up, Stand Up"

Al comienzo de la gira, que comenzó con siete espectáculos en el "Teatro Apollo" de Nueva York, Marley varió la lista de canciones mucho más que después de la gira. La mayoría de las veces el concierto terminaba con "Exodus" o con "Get Up, Stand Up". De espectáculo en espectáculo a veces se agregaba una canción adicional como "Ride Natty Ride", "Natty Dread", "Lively Up Yourself", "Roots, Rock, Reggae", "Zimbabwe ","Stir It Up", "Kinky Reggae","So Much Trouble In The World", "Burnin' and Lootin'", "Mystic Natural", "So Much Things To Say", "Rat Race", "Rebel Music" y "Survival", pero su inclusión fue muy rara durante la gira.

### Conciertos
| Fecha           | Lugar                                          | Ciudad                        | País              | Notas                                                                   |
| --------------- | ---------------------------------------------- | ----------------------------- | ----------------- | ----------------------------------------------------------------------- |
| Octubre         | Harvard University                             | Boston, Massachusetts         | Estados Unidos    |                                                                         |
| Octubre         | Madison Square Garden                          | New York City,                | Estados Unidos    |                                                                         |
| 25 de octubre   | Apollo Theater                                 | Harlem, New York              | Estados Unidos    | 2 conciertos                                                            |
| 26 de octubre   | Apollo Theater                                 | Harlem, New York              | Estados Unidos    | 2 conciertos                                                            |
| 27 de octubre   | Apollo Theater                                 | Harlem, New York              | Estados Unidos    | 2 conciertos                                                            |
| 28 de octubre   | Apollo Theater                                 | Harlem, New York              | Estados Unidos    |                                                                         |
| 31 de octubre   | Colgate University                             | Hamilton, New York            | Estados Unidos    |                                                                         |
| 1 de noviembre  | Maple Leaf Gardens                             | Toronto, Ontario              | Canadá            |                                                                         |
| 2 de noviembre  | Forum Concert Bowl                             | Montreal, Quebec              | Canadá            |                                                                         |
| 3 de noviembre  | Ottawa Civic Centre                            | Ottawa, Ontario               | Canadá            |                                                                         |
| 4 de noviembre  | Memorial Hall                                  | Burlington, Vermont           | Estados Unidos    | 2 conciertos                                                            |
| 7 de noviembre  | Penn Hall                                      | Filadelfia, Pensilvania       | Estados Unidos    | Con Stevie Wonder, Concierto a beneficio para "Black Music Association" |
| 10 de noviembre | Masonic Temple                                 | Detroit, Míchigan             | Estados Unidos    | Con King Sundiata Keita                                                 |
| 11 de noviembre | Dane County Coliseum                           | Madison, Wisconsin            | Estados Unidos    |                                                                         |
| 12 de noviembre | The Auditorium                                 | Milwaukee, Wisconsin          | Estados Unidos    |                                                                         |
| 13 de noviembre | Uptown Theatre                                 | Chicago, Illinois             | Estados Unidos    |                                                                         |
| 15 de noviembre | Northrop Auditorium                            | Mineápolis, Minesota          | Estados Unidos    |                                                                         |
| 17 de noviembre | Kinsmen Fieldhouse                             | Edmonton, Alberta             | Canadá            |                                                                         |
| 19 de noviembre | Paramount Theatre                              | Portland, Oregón              | Estados Unidos    |                                                                         |
| 20 de noviembre | Paramount Theatre                              | Seattle, Washington           | Estados Unidos    | 2 conciertos                                                            |
| 21 de noviembre | The Coliseum                                   | Vancouver, Columbia Británica | Canadá            |                                                                         |
| 23 de noviembre | Pauley Pavilion, UCLA                          | Los Ángeles, California       | Estados Unidos    |                                                                         |
| 24 de noviembre | San Diego Sports Arena                         | San Diego, California         | Estados Unidos    |                                                                         |
| 25 de noviembre | Santa Barbara Bowl                             | Santa Bárbara, California     | Estados Unidos    |                                                                         |
| 27 de noviembre | The Roxy Theater                               | Los Ángeles, California       | Estados Unidos    | A beneficio para la fundación Sugar Ray Robinson                        |
| 30 de noviembre | Oakland Auditorium Arena                       | Oakland, California           | Estados Unidos    | Con Ronnie Wood y Donald Kinsey                                         |
| 1 de diciembre  | Freeborn Hall, University of California, Davis | Davis, California             | Estados Unidos    |                                                                         |
| 2 de diciembre  | Civic Auditorium                               | Santa Cruz, California        | Estados Unidos    | 2 conciertos                                                            |
| 5 de diciembre  | Denver University Arena                        | Denver, Colorado              | Estados Unidos    |                                                                         |
| 6 de diciembre  | Hoch Auditorium, University of Kansas          | Lawrence, Kansas              | Estados Unidos    | Apertura para Blue Riddim Band                                          |
| 7 de diciembre  | ?                                              | Dallas, Texas                 | Estados Unidos    |                                                                         |
| 8 de diciembre  | Public Services Association Grounds            | Puerto España                 | Trinidad y Tobago |                                                                         |
| 9 de diciembre  | ?                                              | Trinidad                      | Trinidad y Tobago |                                                                         |
| 10 de diciembre | Memorial Gymnasium, Vanderbilt University      | Nashville, Tennessee          | Estados Unidos    |                                                                         |
| 11 de diciembre | ?                                              | Nueva Orleans, Luisiana       | Estados Unidos    |                                                                         |
| 12 de diciembre | Fox Theatre                                    | Atlanta, Georgia              | Estados Unidos    |                                                                         |
| 13 de diciembre | Jai Alai Fronton                               | Tampa, Florida                | Estados Unidos    |                                                                         |
| 14 de diciembre | Brothers Music Hall                            | Birmingham, Alabama           | Estados Unidos    |                                                                         |
| 15 de diciembre | Queen Elizabeth Sports Center                  | Nasáu                         | Bahamas           | Concierto a beneficio para los chicos de Las Bahamas                    |
| 4 de enero      | Gymnase Omnisport Bongo                        | Libreville                    | Gabón             | 1980                                                                    |
| 6 de enero      | Gymnase Omnisport Bongo                        | Libreville                    | Gabón             | 1980                                                                    |

## Créditos
- Bob Marley – cantante, guitarra rítmica y acústica, percusión
- Aston "Family Man" Barrett – bajo, guitarra rítmica, percusión
- Val Douglas – bajo
- Carlton Barrett – batería, percusión
- Tyrone Downie – teclados, percusión, coros
- Alvin Patterson – percusión
- Junior Marvin – guitarra líder, coros
- Earl Lindo - teclados
- Al Anderson – guitarra líder
- Rita Marley – coros
- Marcia Griffiths – coros
- Judy Mowatt – coros